# Aloe schomeri
Aloe schomeri é uma espécie de liliopsida do gênero Aloe, pertencente à família Asphodelaceae.